# FC Nõmme Kalju
Der FC Nõmme Kalju ist ein estnischer Fußballverein aus dem Tallinner Stadtteil Nõmme. Bis zum Jahresende 2013 nahm der Verein als JK Nõmme Kalju am Spielbetrieb teil.

## Geschichte
Nõmme Kalju wurde 1923 gegründet. Die Neugründung erfolgte 1997. Nachdem die Mannschaft zunächst im unterklassigen Bereich der estnischen Ligapyramide angetreten war, gelang am Ende der Spielzeit 2005 der Aufstieg in die zweitklassige Esiliiga. Dort belegte die Mannschaft im ersten Jahr in der zehn Mannschaften umfassenden Liga mit dem fünften Rang einen sicheren Mittelfeldplatz. Im zweiten Jahr wurde der Klub zwar nur Tabellensechster, da jedoch vier nicht aufstiegsberechtigte Zweitvertretungen von Erstligavereinen in der Liga vor dem Verein platziert waren, qualifizierte sich Kalju Nõmme für die Aufstiegsspiele gegen den FC Kuressaare. Nach einer 0:1-Heimniederlage zum Auftakt gelang im Rückspiel ein 2:1-Auswärtserfolg und dank der Auswärtstorregel stieg die Mannschaft erstmals in die Meistriliiga auf. In der Saison 2012 konnte die Mannschaft erstmals die nationale Meisterschaft feiern, wieder in einem Spiel gegen den FC Kuressaare (9. Oktober 2012). 2018 gelang es dem Verein erneut, den Meistertitel zu gewinnen.

## Erfolge
- Estnische Meisterschaft: 2012, 2018

- Estnischer Fußballpokal: 2015, 2025

- Estnischer Fußballpokalfinalist: 2009, 2013, 2019, 2022

- Estnischer Supercup: 2019
- Estnischer Supercupfinalist: 2013, 2016

## Europapokalbilanz
| Saison  | Wettbewerb             | Runde                  | Gegner                | Gesamt          | Hin     | Rück          |
| ------- | ---------------------- | ---------------------- | --------------------- | --------------- | ------- | ------------- |
| 2009/10 | UEFA Europa League     | 1. Qualifikationsrunde | FC Dinaburg           | 1:2             | 1:2 (A) | 0:0 (H)       |
| 2011/12 | UEFA Europa League     | 1. Qualifikationsrunde | FC Honka              | 0:2             | 0:0 (A) | 0:2 (H)       |
| 2012/13 | UEFA Europa League     | 1. Qualifikationsrunde | FK Xəzər Lənkəran     | 2:4             | 2:2 (A) | 0:2 (H)       |
| 2013/14 | UEFA Champions League  | 2. Qualifikationsrunde | HJK Helsinki          | 2:1             | 0:0 (H) | 2:1 (A)       |
| 2013/14 | UEFA Champions League  | 3. Qualifikationsrunde | Viktoria Pilsen       | 02:10           | 0:4 (H) | 2:6 (A)       |
| 2013/14 | UEFA Europa League     | Play-offs              | Dnipro Dnipropetrowsk | 1:5             | 1:3 (H) | 0:2 (A)       |
| 2014/15 | UEFA Europa League     | 1. Qualifikationsrunde | Fram Reykjavík        | 3:2             | 1:0 (A) | 2:2 (H)       |
| 2014/15 | UEFA Europa League     | 2. Qualifikationsrunde | Lech Posen            | 1:3             | 1:0 (H) | 0:3 (A)       |
| 2015/16 | UEFA Europa League     | 1. Qualifikationsrunde | FK Aqtöbe             | 1:0             | 1:0 (A) | 0:0 (H)       |
| 2015/16 | UEFA Europa League     | 2. Qualifikationsrunde | FC Vaduz              | 1:5             | 1:3 (A) | 0:2 (H)       |
| 2016/17 | UEFA Europa League     | 1. Qualifikationsrunde | FK Trakai             | 5:3             | 1:2 (A) | 4:1 (H)       |
| 2016/17 | UEFA Europa League     | 2. Qualifikationsrunde | Maccabi Haifa         | 2:2 (5:3 i. E.) | 1:1 (A) | 1:1 n. V. (H) |
| 2016/17 | UEFA Europa League     | 3. Qualifikationsrunde | Osmanlıspor FK        | 0:3             | 0:1 (A) | 0:2 (H)       |
| 2017/18 | UEFA Europa League     | 1. Qualifikationsrunde | B36 Tórshavn          | 4:2             | 2:1 (H) | 2:1 (A)       |
| 2017/18 | UEFA Europa League     | 2. Qualifikationsrunde | Videoton FC           | 1:4             | 0:3 (H) | 1:1 (A)       |
| 2018/19 | UEFA Europa League     | 1. Qualifikationsrunde | UMF Stjarnan          | 1:3             | 0:3 (A) | 1:0 (H)       |
| 2019/20 | UEFA Champions League  | 1. Qualifikationsrunde | KF Shkëndija          | (a)2:2(a)       | 0:1 (H) | 2:1 (A)       |
| 2019/20 | UEFA Champions League  | 2. Qualifikationsrunde | Celtic Glasgow        | 0:7             | 0:5 (A) | 0:2 (H)       |
| 2019/20 | UEFA Europa League     | 3. Qualifikationsrunde | F91 Düdelingen        | 1:4             | 1:3 (A) | 0:1 (H)       |
| 2020/21 | UEFA Europa League     | 1. Qualifikationsrunde | NŠ Mura               | 0:4             | 0:4 (H) | 0:4 (H)       |
| 2025/26 | UEFA Conference League | 1. Qualifikationsrunde | FK Partizani Tirana   | 2:1             | 1:1 (H) | 1:0 n. V. (A) |
| 2025/26 | UEFA Conference League | 2. Qualifikationsrunde | St Patrick’s Athletic | 2:3             | 0:1 (A) | 2:2 n. V. (H) |

Gesamtbilanz: 43 Spiele, 10 Siege, 11 Unentschieden, 22 Niederlagen, 34:72 Tore (Tordifferenz −38)

## Bekannte Spieler
- Felipe Nunes (2008–2010)
- Ken Kallaste (2010–2015)
- Kaarlo Rantanen (2011)
- Hidetoshi Wakui (2011–2016)
- Tarmo Neemelo (2011–2017)
- Damiano Quintieri (2012–2014, 2016)
- Vitali Teleš (2012–2020)
- Allan-Axel Kimbaloula (2013–2015)
- Igor Subbotin (2016–2023)
- Alex Tamm (2018–2024)
- William Jebor (2022–2023)